# Mistrovství světa v boxu žen 2010
VI. mistrovství světa v boxu žen proběhlo v Bridgetown, Barbados ve dnech 9. až 18. září 2016. Organizátorem turnaje mistrovství světa byla International Boxing Association (AIBA).

## Česká stopa
Na mistrovství světa startovaly za Česko 2 boxerky:
- −60 kg: Danuše Dilhofová (* 1978) z SK Lady Box Brno 5.místo.
- −64 kg: Martina Schmoranzová (* 1987) z SKS Arena Kladno

## Výsledky
| Ženy   | Zlato                     | Stříbro                    | Bronz                       | Bronz                        |
| ------ | ------------------------- | -------------------------- | --------------------------- | ---------------------------- |
| –48 kg | Mary Komová (IND)         | Steluța Duțăová (ROU)      | Nazgul Boranbajevová (KAZ)  | Alice Aparriová (PHI)        |
| –51 kg | Žen Cchan-cchan (CHN)     | Nicola Adamsová (ENG)      | Hanne Mäkinenová (FIN)      | Teťana Kobová (UKR)          |
| –54 kg | Jelena Saveljevová (RUS)  | Kim Hje-song (PRK)         | Csilla Némediová (HUN)      | Karolina Michalczuková (POL) |
| –57 kg | Jun Kum-ču (PRK)          | Jang Jen-c' (CHN)          | Rím Džuvajníová (TUN)       | Tassamelee Thongjanová (THA) |
| –60 kg | Kathleen Taylorová (IRL)  | Tung Čcheng (CHN)          | Karolina Graczyková (POL)   | Queen Underwoodová (USA)     |
| –64 kg | Gulsum Tatarová (TUR)     | Vera Sluginová (RUS)       | Klara Svenssonová (SWE)     | Cashmere Jacksonová (USA)    |
| –69 kg | Andrecia Wassonová (USA)  | Savannah Marshallová (ENG) | Marichelle de Jongová (NED) | Jang Tching-tching (CHN)     |
| –75 kg | Mary Spencerová (CAN)     | Li Ťin-c' (CHN)            | Lilija Durněvová (UKR)      | Mária Kovácsová (HUN)        |
| –81 kg | Roselli Feitosaová (BRA)  | Marina Volnovová (KAZ)     | Wang Jen-žuej (CHN)         | Tímea Nagyová (HUN)          |
| +81 kg | Naděžda Torlopovová (RUS) | Katerina Kuželová (UKR)    | Kavita Chahalová (IND)      | Li Jün-fej (CHN)             |

## Medailová bilance
V boxu se rozdělilo celkem 10 sad medailí.
| Pořadí | Stát                |       | Muži    | Muži  | Muži | Celkem |
| Pořadí | Stát                | Zlato | Stříbro | Bronz |      | Celkem |
| ------ | ------------------- | ----- | ------- | ----- | ---- | ------ |
| 1.     | Rusko (RUS)         |       | 2       | 1     | 0    | 3      |
| 2.     | Čína (CHN)          |       | 1       | 3     | 3    | 7      |
| 3.     | Severní Korea (PRK) |       | 1       | 1     | 0    | 2      |
| 4.     | USA (USA)           |       | 1       | 0     | 2    | 3      |
| 5.     | Indie (IND)         |       | 1       | 0     | 1    | 2      |
| 6.     | Brazílie (BRA)      |       | 1       | 0     | 0    | 1      |
| 6.     | Kanada (CAN)        |       | 1       | 0     | 0    | 1      |
| 6.     | Irsko (IRL)         |       | 1       | 0     | 0    | 1      |
| 6.     | Turecko (TUR)       |       | 1       | 0     | 0    | 1      |
| 10.    | Anglie (ENG)        |       | 0       | 2     | 0    | 2      |
| 11.    | Ukrajina (UKR)      |       | 0       | 1     | 2    | 3      |
| 12.    | Kazachstán (KAZ)    |       | 0       | 1     | 1    | 2      |
| 13.    | Rumunsko (ROU)      |       | 0       | 1     | 0    | 1      |
| 14.    | Maďarsko (HUN)      |       | 0       | 0     | 3    | 3      |
| 15.    | Polsko (POL)        |       | 0       | 0     | 2    | 2      |
| 16.    | Finsko (FIN)        |       | 0       | 0     | 1    | 1      |
| 16.    | Nizozemsko (NED)    |       | 0       | 0     | 1    | 1      |
| 16.    | Filipíny (PHI)      |       | 0       | 0     | 1    | 1      |
| 16.    | Švédsko (SWE)       |       | 0       | 0     | 1    | 1      |
| 16.    | Thajsko (THA)       |       | 0       | 0     | 1    | 1      |
| 16.    | Tunisko (TUN)       |       | 0       | 0     | 1    | 1      |
| Celkem | Celkem              |       | 10      | 10    | 20   | 40     |